# Galbiate
Galbiate is een gemeente in de Italiaanse provincie Lecco (regio Lombardije) en telt 8511 inwoners (31-12-2004). De oppervlakte bedraagt 16,1 km², de bevolkingsdichtheid is 535 inwoners per km².

## Demografie
Galbiate telt ongeveer 3243 huishoudens. Het aantal inwoners steeg in de periode 1991-2001 met 4,6% volgens cijfers uit de tienjaarlijkse volkstellingen van ISTAT. Een beroemde inwoner is Adriano Celentano, die daar in 1994 zijn villa heeft laten bouwen.
| Jaar | Inwoneraantal |
| ---- | ------------- |
| 1991 | 8261          |
| 2001 | 8644          |

## Geografie
De gemeente ligt op ongeveer 371 m boven zeeniveau.
Galbiate grenst aan de volgende gemeenten: Annone di Brianza, Civate, Colle Brianza, Ello, Garlate, Lecco, Malgrate, Oggiono, Olginate, Pescate, Valgreghentino, Valmadrera.

## Geboren in Galbiate
- Renato Corti (1936-2020), kardinaal